# Australasian Championships 1925
Die 18. Australasian Championships waren ein Tennis-Rasenplatzturnier der Klasse Grand Slam, das von der ILTF veranstaltet wurde. Es fand vom 24. bis 31. Januar 1925 in Sydney, Australien statt.
Titelverteidiger im Einzel waren James Anderson bei den Herren sowie Sylvia Harper bei den Damen. Im Herrendoppel waren James Anderson und Norman Brookes, im Damendoppel Sylvia Lance und Daphne Akhurst die Titelverteidiger. Im Mixed waren Daphne Akhurst und James Willard die Titelverteidiger.